# 우종현 (1882년)
우종현(禹鍾鉉, 1882년 음력 1월 10일 ~ ?)은 대한제국과 일제강점기의 군인이다.

## 생애
1900년에 대한제국 육군무관학교 학도로 뽑혀 1903년에 이 학교 보병과를 졸업하고 군인이 되었다. 1902년에 육군 참위로 임명된 이래 대한제국 육군 장교로 복무했다.
진위대와 친위대, 시위대에서 근무하였고, 1904년에 러일 전쟁이 일어났을 때는 일본군 접대위원을 맡기도 했다. 1906년에 육군 부위로 승진하였다.
1907년에 대한제국 군대 해산으로 군대가 해산되었다. 우종현은 해산과 동시에 육군무관학교 생도대부에 임명되었다. 이때 품계는 6품, 계급은 부위였다. 이후 일본 육군으로 소속을 옮겨 조선군사령부에서 복무하며 보병 중위에 올랐다.
2008년 민족문제연구소가 발표한 친일인명사전 수록예정자 명단 중 군 부문에 선정되었다.

## 참고 자료
- 우종현(禹鍾鉉) - 국사편찬위원회